# فرودگاه سندی بای واتر
فرودگاه سندی بای واتر (به انگلیسی: Sandy Bay Water Aerodrome) یک فرودگاه همگانی است که یک باند فرود آب دارد. این فرودگاه در کشور کانادا قرار دارد و در ارتفاع ۲۸۴ متری از سطح دریا واقع شده است.